# Untere Marktstraße 1 (Bad Kissingen)

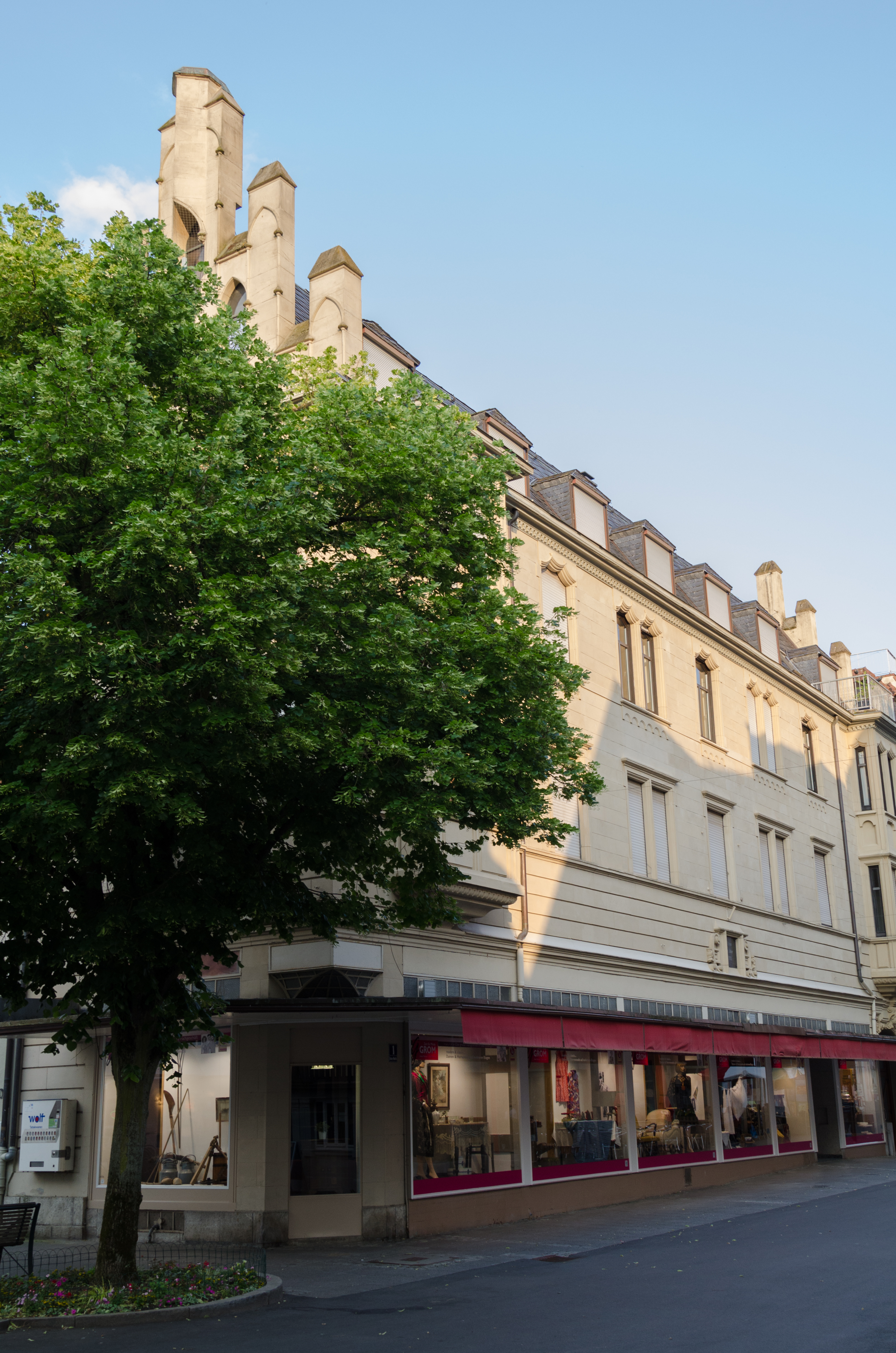
Untere Marktstraße 1 in Bad Kissingen.

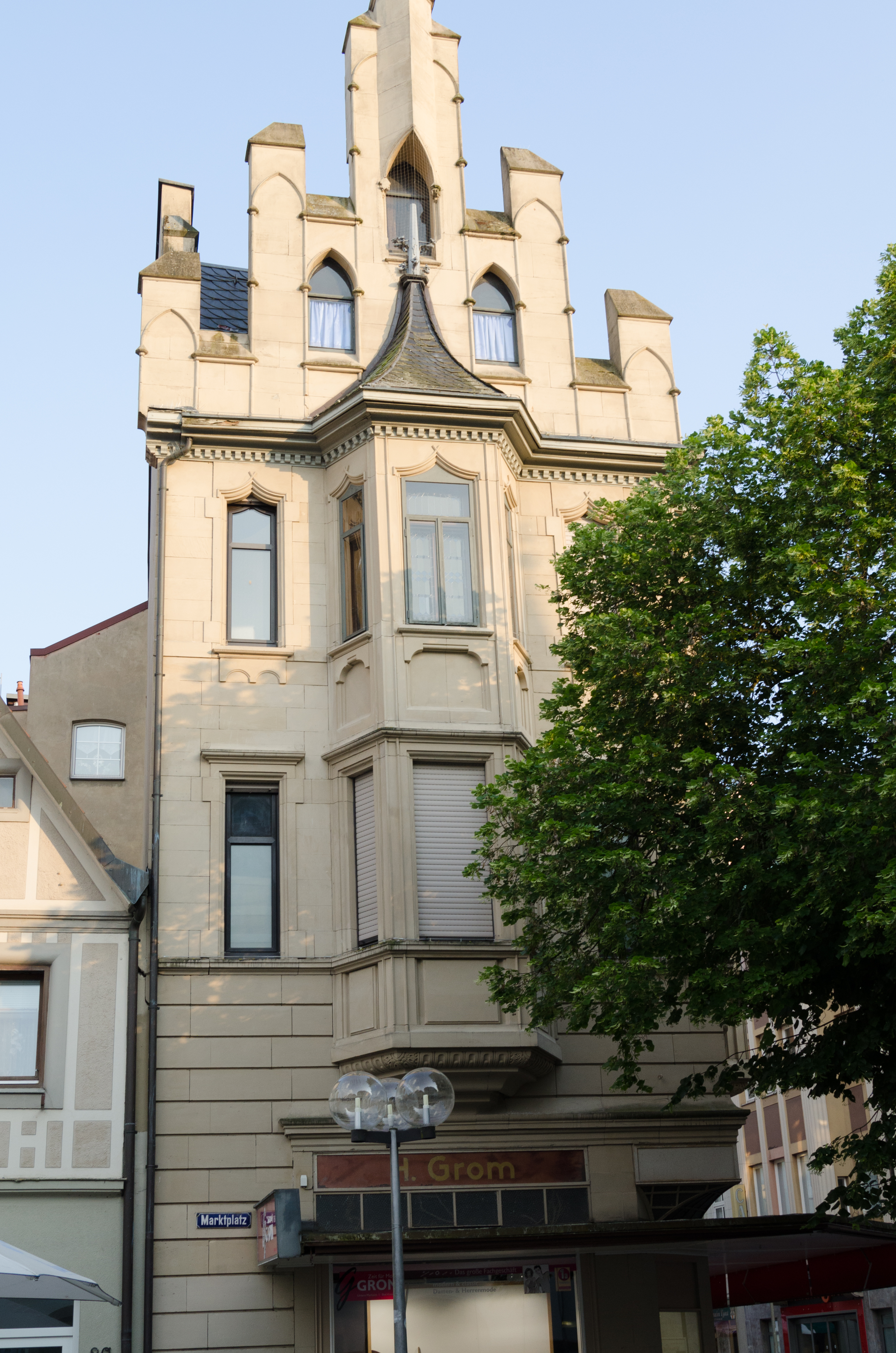
Untere Marktstraße 1 in Bad Kissingen.

Das Gebäude Untere Marktstraße 1 in Bad Kissingen, der Großen Kreisstadt des unterfränkischen Landkreises Bad Kissingen, gehört zu den Bad Kissinger Baudenkmälern und ist unter der Nummer D-6-72-114-357 in der Bayerischen Denkmalliste registriert.

## Geschichte
Das Gebäude wurde als dreigeschossiger historisierender Eckbau vom Würzburger Baumeister Ignaz Moll gebaut. Das Anwesen umfasst mehrere Parzellen und wurde im Stil der Gründerzeit errichtet. Ursprünglich befanden sich am Erker der Traufseite hohe Spitzhelme. Auf dem Giebel stand eine überlebensgroße Ritterfigur des heiligen Georgs, die nach einem Blitzschlag auf den Marktplatz stürzte.
Zunächst beherbergte das Anwesen die Gaststätte Dauchs Weinstube, die bereits vor dem Jahr 1914 aufgegeben wurde.
Im Jahr 1913 eröffneten die Brüder Daniel und Louis Liebmann, Textilkaufleute jüdischer Herkunft, ein Textilgeschäft in dem Anwesen; Daniel Liebmanns Ehefrau Anna Liebmann half zeitweise aus. Während der Zeit des Nationalsozialismus wurde die Familie Liebmann verfolgt, u. a. als am 16. November 1934 das Geschäft wegen angeblicher „unberechtigter Preissteigerungen“ für einen Monat geschlossen wurde und Daniel und Louis Liebmann in Schutzhaft genommen wurden. Im Jahr 1942 wurden Anna und Daniel Liebmann in das Ghetto Izbica deportiert; der genaue Todeszeitpunkt des Ehepaars Liebmann, an das zwei vor dem Anwesen befindliche Stolpersteine erinnern, ist unbekannt.